# Cynanchum petignatii
Cynanchum petignatii är en oleanderväxtart som beskrevs av S. Liede och Rauh. Cynanchum petignatii ingår i släktet Cynanchum och familjen oleanderväxter. Inga underarter finns listade i Catalogue of Life.